# At-Tayyib Salih

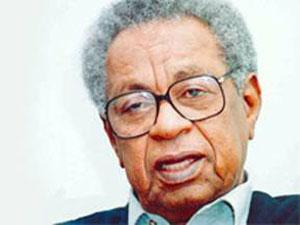
at-Tayyib Salih

at-Tayyib Salih, auch Tayeb Salih, Tajjib Salich, Tajjeb Salech (arabisch الطيب صالح, DMG aṭ-Ṭayyib Ṣāliḥ; * 12. Juli 1928 in Karmakol, ad-Dabba, Merowe-Distrikt, Sudan; † 18. Februar 2009 in London) war ein sudanesischer Schriftsteller, Journalist und Angestellter verschiedener Kulturorganisationen.

## Leben
Aufgewachsen in einem religiös geprägten Umfeld von Kleinbauern in dem am Nil gelegenen Dorf Karmakol im nördlichen Sudan während der anglo-ägyptischen Kolonialzeit, studierte er am Gordon Memorial College, das nach der Unabhängigkeit des Sudan 1956 zur Universität Khartum erweitert wurde, und arbeitete zunächst als Lehrer. Später studierte er als einer der ersten sudanesischen Studenten in London internationale Beziehungen. Zeitweise war er in der arabischen Abteilung der BBC London angestellt. Danach wirkte er auch als Generaldirektor des Informationsministeriums in Katar. Nach 1999 war er in verschiedenen Positionen bei der UNESCO-Zentrale in Paris tätig, zuletzt als ihr Repräsentant in den Staaten am Persischen Golf.
At-Tayyib Salih ist der bedeutendste moderne arabische Autor aus dem Sudan. Ein zentrales Thema seines Werkes ist die Überschreitung kultureller Grenzen zwischen traditioneller sudanesischer und westlicher Kultur. In seinem berühmtesten Werk, Mawsim al-Hiğra ilā aš-Šimāl (1966, deutsch: Zeit der Nordwanderung), wird ein solcher Grenzgang am Beispiel des Schicksals eines sudanesischen Intellektuellen in Großbritannien erzählt. Das im Titel einfach mit „Nordwanderung“ übersetzte Hiğra hat im Arabischen die tiefere Bedeutung von „ins Exil gehen“, denn es bezeichnet die Auswanderung des Propheten von Mekka nach Medina. Auch im Roman Bandarschâh und der Kurzgeschichte Eine Handvoll Datteln wird das traditionelle Dorfleben mit seinen Veränderungen der westlichen Moderne gegenübergestellt.
In seinem Essay zu Salihs literarischem Stil schrieb sein Übersetzer Denys Johnson-Davies, dass Salih den Reichtum der literarischen Sprache in seinen Erzählungen voll ausschöpfte und den lebensnahen sudanesischen Dialekt für seinen Dialog verwendet. Dies zeuge von Salihs weitreichender Kenntnis der Facetten der arabischen Literatur, einschließlich der Poesie, was dazu beigetragen habe, einen lebendigen und flüssigen Stil zu entwickeln. Dieser Stil stehe laut einem arabischen Kritiker dem dramatischen Schreiben näher als dem literarischen Stil anderer arabischer Romane.
Neben seinen literarischen Werken veröffentlichte Salih auf Arabisch auch Literaturkritik, Reiseberichte und politische Kommentare, wie z. B. den Artikel "Where do these people come from?" (1990, deutsch: Wo kommen diese Leute her?), in dem er kurz nach dem Militärputsch durch Umar al-Bashir dessen islamistische Kulturpolitik kritisierte.

## Literaturpreise zu Ehren seines Werks

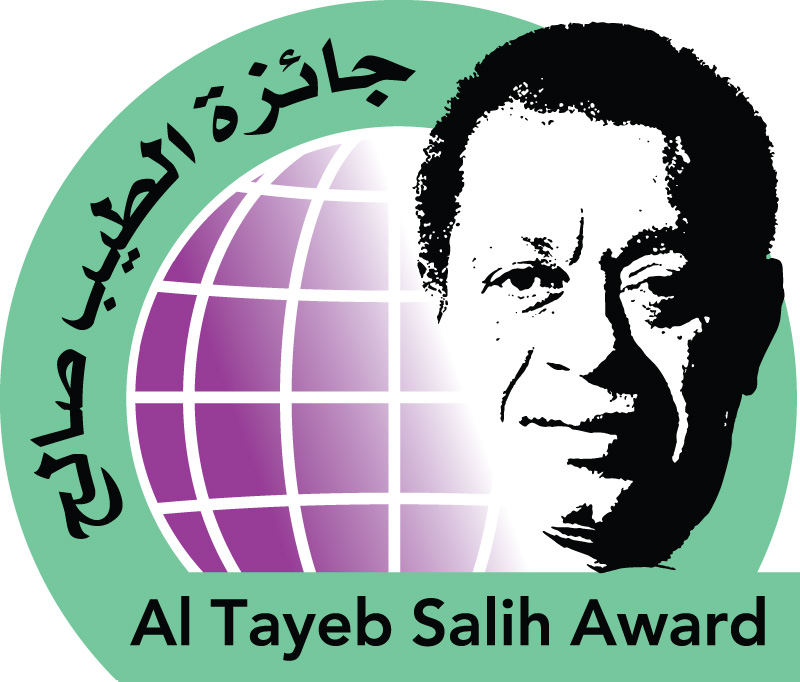
Logo des Al-Tayeb Salih Award for Creative Writing